# Новак Килибарда
Новак Килибарда (Бањани, Никшић, 7. јануар 1934 — Подгорица, 23. мај 2023) био је црногорски политичар и књижевник, историчар књижевности и универзитетски професор.
Био је предсједник Народне странке (1990—2000) која се залагала за интегрални српски програм. Обављао је функцију потпредсједника Владе Црне Горе (1998—2000).

## Професор
Дипломирао и докторирао књижевност на Универзитету у Београду. Предавао је у Вишеградској гимназији и на Педагошкој академији у Никшићу, а универзитетску каријеру остварио је као професор на Филозофском факултету Универзитета Црне Горе. Предавао је на Универзитету Доња Горица, док данас предаје на Факултету за црногорски језик и књижевност на Цетињу.
Гостовао је као предавач на више универзитета у Европи и учествовао на већем броју научних симпозијума у својој држави и иностранству. Из научне области којом се бави објавио је велики број књига. Главни предмет Килибардиног опуса је историја усмене књижевности. Радови су му превођени на енглески, њемачки, француски, украјински, бугарски, руски, пољски, албански и турски језик. Био је први предсједник Сената Дукљанске академије наука и умјетности.

## Политичка каријера
Новак Килибарда је 1954. постао члан Савеза комуниста Југославије, а почетком седамдесетих година изабран је за посланика Скупштине Социјалистичке Републике Црне Горе. Пао је у немилост комунистичког режима због предговора који је написао за књигу „Анегдоте и приче из Црне Горе” аутора Обрада Вишњића. У поменутој књизи је Крсто Поповић, убица народног хероја Рака Мугоше, назван јунаком. Никшићки комитет СКЈ позвао га је на разговор и предлагао да ће ублажити тужбу ако се одрекне предговора. Килибарда то није учинио, због чега је искључен из СКЈ, смијењен са мјеста директора Више педагошке школе, а одузет му је и посланички мандат. 
Као политичар био је оснивач и предсједник Народне странке (1990–2000). Политику српског уједињења замијенио је политиком црногорске независности. Са лидером Либералног савеза Црне Горе, Славком Перовићем, склопио је коалицију Народна слога 1996. године. На изборима 1998. године Народна странка постаје дио црногорске парламентарне већине, коалиције Да живимо боље (ДПС-СДП-НС), а Новак Килибарда потпредсједник Владе Црне Горе. Био је посланик у скупштинама Црне Горе – СФРЈ, СРЈ и ДЗ СЦГ. Као дипломата био је шеф информативно-трговинске мисије Владе Црне Горе у Сарајеву и министар-савјетник у Амбасади ДЗ СЦГ у Босни и Херцеговини.

## Књижевни и научни рад

### Проза
- Вражји врти (1978)
- Црногорци и Ђапонези (1981)
- Небески сужњи (1981)
- Из приче у причу (1984)
- Све је то наква судбина (1985)
- Главари и писари (1989, 1990)
- Руси и тејатори (1989)
- Бројачи ајвана (1992)
- Изабране приповијетке 1-3 (1993)
- Снови и синови (1993)
- Суложници: роман бола (1995)
- Црногорска хроника (1995)
- Суђенице (1997)
- Кратке и краће приповијетке (1999)
- Мозаик црногорске хронике (2001)
- Из приче у причу (2004)
- Епилог црногорске хронике (2007)
- Гизда и друге еротске приче (2009)
- Сердарев гроб (2011)
- Три драмске приповијести (2015).

### Есеји
- Од мита до политике (2002)
- Књижевно-политичке расправе (2003) и
- Жељезна црква и косовски мит (2006; у другом редигованом издању 2012. преименована у Амфилохије и косовски мит).

### Интервјуи
- Новак Килибарда научник и књижевник са др Дејаном Ајдачићем (2000)
- Килибарда – исповијест о деценији која је промијенила лице Црне Горе са Славољубом Шћекићем (2001)
- Килибарда – мозаик ликова, погледа, мисли, идеја, ријечи, са Божидаром Илијиним Миличићем (2008) и
- Килибарда – Сарајевски дани с Руждијом Аџовићем (2014).

Аутор је прилога у књизи Сто најзнаменитијих Срба.